# Goodbyes (Post Malone)
Goodbyes is een nummer van de Amerikaanse rapper Post Malone uit 2019, in samenwerking met de eveneens Amerikaanse rapper Young Thug. Het is de tweede single van Malone's derde studioalbum Hollywood's Bleeding.
"Goodbyes" gaat over een relatie die ten einde loopt. Het nummer werd wereldwijd een grote hit, met bijvoorbeeld een 3e positie in de Amerikaanse Billboard Hot 100. In het Nederlandse taalgebied werd het nummer een bescheiden hitje, met een 16e positie in de Nederlandse Top 40 en een 22e in de Vlaamse Ultratop 50.